# Payner
Payner је бугарска дискографска и продуцентска кућа. Основана је 1990. године од стране Митка Димитрова. Највећа је дискографска кућа у Бугарској, а тренутно потписује више од 80 извођача. Првобитно је почео са производњом аудио и видео-касета за бугарско тржиште и извоз у иностранство.
Данас, Payner поседује сопствени дискографски студио, основан 1995. године, као и три телевизијска канала — Planeta TV, Planeta Folk и Planeta HD. Такође је власник два грађевинска комплекса — „Prikazkite” у Харманлију и „Planeta Payner” у Димитровграду.